# Spormühle
Die Spormühle in der rheinland-pfälzischen Ortsgemeinde Dirmstein war eine wassergetriebene Mühlenanlage am linken Ufer des Eckbachs. Sie steht unter Denkmalschutz und wird als Sponsoring- und Eventagentur genutzt.

## Geographische Lage
Die Spormühle mit der Straßenschrift Spormühlenweg 12 steht im Südwesten des Ortes, wo der Eckbach von Laumersheim her die Dirmsteiner Gemarkung erreicht, auf einer Höhe von 103 m ü. NHN. Zur Unterscheidung von der früheren Niedermühle am östlichen Ortsausgang wurde sie einst Obermühle genannt. An der Spormühle ist der untere Endpunkt des 23 km langen Eckbach-Mühlenwanderwegs.

## Anlage
Wohn- und Funktionsgebäude umschließen rechtwinklig im Westen, Süden (wo der Eckbach vorbeifließt) und Osten einen großen gepflasterten Innenhof, der nach Norden von einer mannshohen Mauer begrenzt wird. Im Westen liegt das eineinhalbstöckige Wohnhaus mit Satteldach und Gauben, die Südwestecke wird von dem vier Etagen hohen, zweiteiligen Mühlenbau eingenommen, im Süden erstreckt sich ein flaches Lagerhaus und im Osten das Torhaus.
Technisch handelte es sich um eine Mahlmühle mit zwei Mahlgängen und unterschlächtigen Wasserrädern. Diese reichten also angesichts des flachen Geländes nach unten in die Strömung und wurden nicht über Stauweiher und Kanal von oben – oberschlächtig – mit Wasser versorgt. Die unterschlächtige Technik ist zwar einfacher, aber weniger effektiv und zudem anfällig gegen Hochwasser, weil das Mühlrad bei Überschwemmung seiner Drehachse nicht mehr rotieren kann. Dass man sich trotzdem für diese Art des Betriebs entschied, ist ein Beleg dafür, dass am Ort der Mühle in der Vergangenheit die Wasserführung des Eckbachs stets ausreichte, während das Hochwasserrisiko vernachlässigbar gering war.

## Baugeschichte

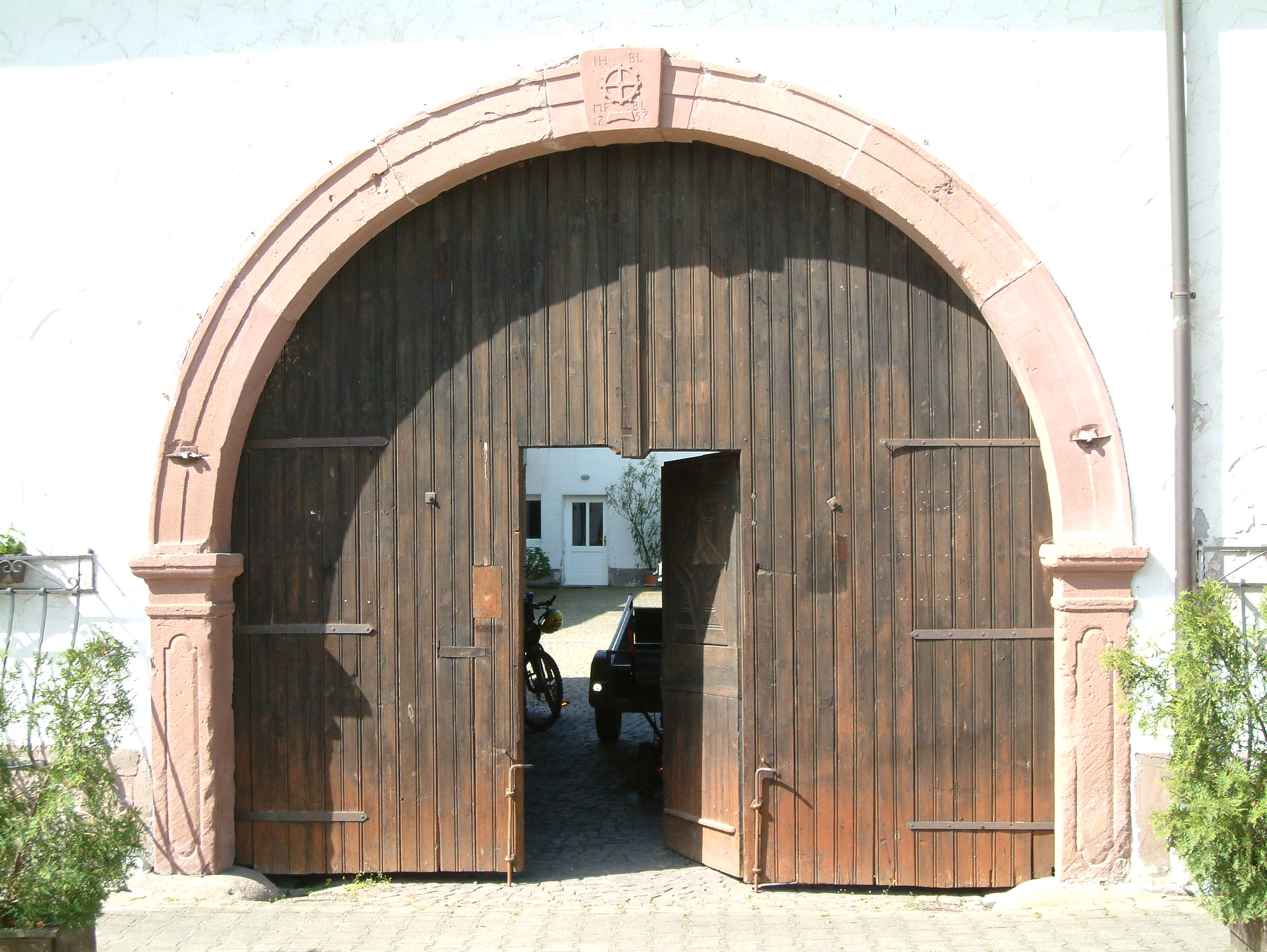
Torhaus mit Torbogen von 1757

Die Spormühle wurde im 15. Jahrhundert erstmals erwähnt, ist in erhaltenen Teilen ihrer Bausubstanz jedoch sicherlich erheblich älter. Im Mittelalter war der Standort südwestlich von Dirmstein, etwa 250 m am Eckbach aufwärts außerhalb des Ortes.
Zur Zeit ihrer ersten Erwähnung gehörte sie dem Martinsstift in Worms. Eine lange Reihe erhaltener Urkunden beginnt 1447 mit einem Erbbestand, einer Art Erbpacht, an Henner Kubel und seine Ehefrau Catharin. Ein Beständer war verpflichtet, auf seine Kosten das Bachufer sauber und den Wasserfluss durchgängig zu halten. Zu den Erbbeständern zählte später auch die Adelsfamilie Sturmfeder.
Im Laufe ihrer Geschichte brannte die Mühle mehrmals ab und wurde im Dreißigjährigen Krieg sogar völlig zerstört. Sie wurde jedoch immer wieder aufgebaut. Der Schlussstein des Torbogens am Torhaus aus der Rokokozeit trägt die eingemeißelte Jahreszahl 1757.
Als gegen Ende des 18. Jahrhunderts die Französische Revolution auf die Pfalz übergriff, wurde das gesamte Kircheneigentum versteigert, darunter auch die Spormühle, die sich zuletzt im Besitz des Bischofs von Worms befunden hatte. Damals erwarb Joseph von Camuzi (1767–1828), der von 1801 bis 1815 Dirmsteiner Bürgermeister war, das Anwesen. Seither ist die Mühle Privateigentum.
Im 20. Jahrhundert dehnte sich Dirmstein auch nach Südwesten aus, so dass die Spormühle nun innerhalb des Dorfes liegt. 1937 wurde die Mühle zum Zweck der Stromerzeugung aus Wasserkraft umgebaut, 1955 wurde sie endgültig stillgelegt.

## Heutige Nutzung
Seit den 1990er Jahren wurde die Spormühle als Landhotel mit Kunstgalerie betrieben. Im September 2015 wechselte das Anwesen den Eigentümer. Torhaus, Remise, Hochkeller und Turmhaus werden nach Renovierung seit 2018/19 als Sponsoring- und Eventagentur genutzt.